# 南庄镇 (蠡县)
南庄镇，是中华人民共和国河北省保定市蠡县下辖的一个乡镇级行政单位。

## 行政区划
南庄镇下辖以下地区：
南庄村、东魏村、永兴庄村、南陈村、堤内陈村、宋岗村、蔺岗村、滑岗村、刘町村、芦庄村、张刘庄村、南高晃村、东柳青村、薛家庄村、郑家庄村、道西村、许村、后刘市村、前刘市村、五坊村、洪善堡村、符家佐村、南刘佐村、中刘佐村、北刘佐村、齐村和林里村。